# آلودگی هوا در مالزی

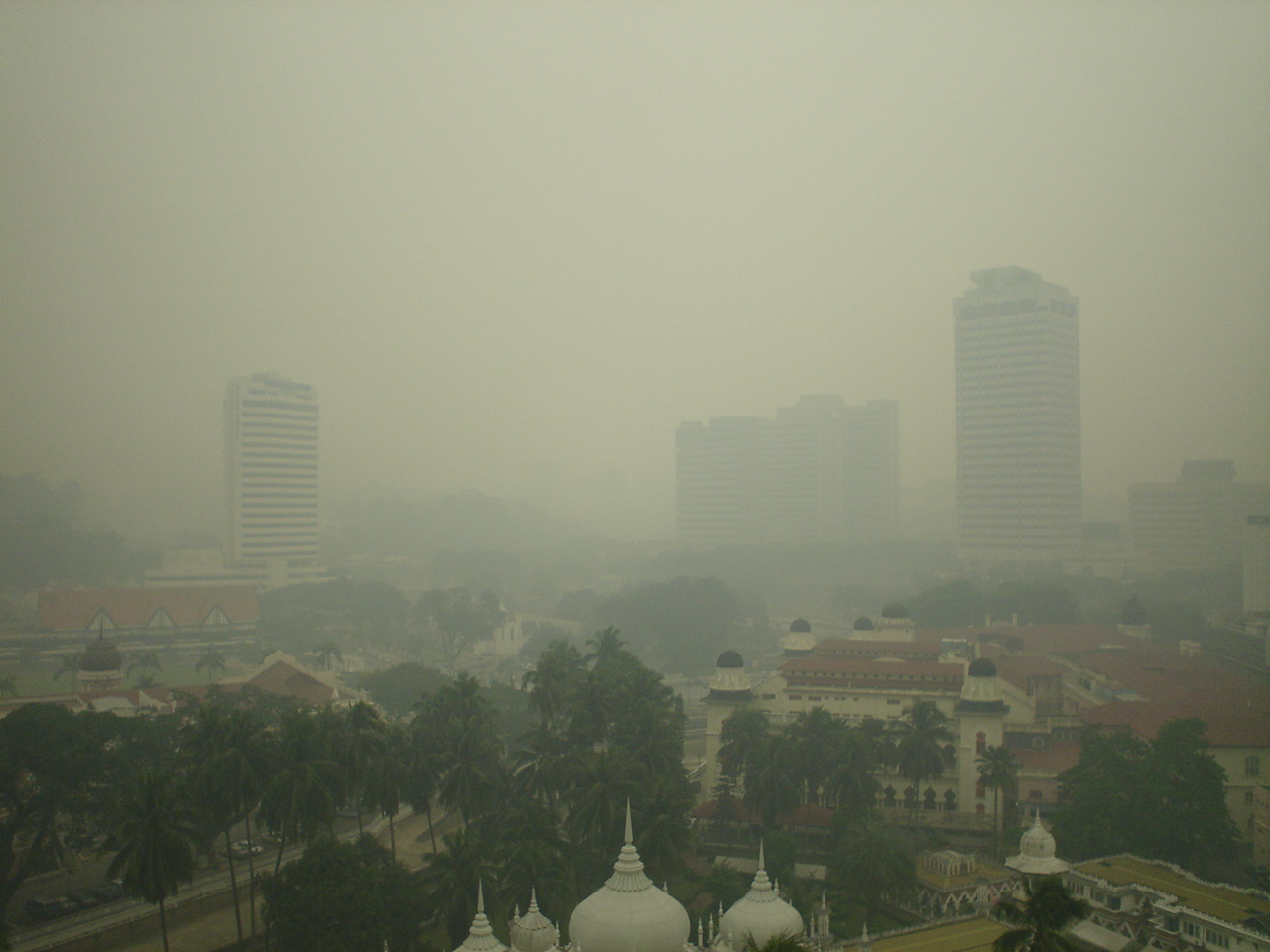
ریزگرد سال ۲۰۰۵ در کوالا لامپور.

آلودگی هوا در مالزی (انگلیسی: Air pollution in Malaysia)، آلودگی هوا در در بسیاری از کشورهای منطقه جنوب شرق آسیا یک معضل تداوم‌دار بوده است و مالزی یکی از کشورهایی است که در این منطقه بیشترین تأثیر را از این معضل پذیرفته است. غبار حاصل از ورود ریزگرد جنوب شرق آسیا یک مسئله مهم برای این کشور است، این ریزگرد ناشی از رویه بریدن و سوزاندن توسط کشاورزان و سوختن پوده در اندونزی می‌باشد که توسط وزش باد به سوی مالزی روان می‌شود.
در سال ۲۰۰۵، به علت اینکه شاخص آلودگی هوا به بالای مقدار ۵۰۰ افزایش پیدا کرد در پورت کلانگ وضعیت اضطراری اعلام گردید. مالزی برای کنترل و مهار سوختن پوده، به مسئولان اندونزی کمک کرده است.

## شاخص آلودگی هوا
کیفیت هوا در مالزی تحت عنوان شاخص آلودگی هوا (API) گزارش می‌شود. چهار عنصر آلاینده شاخص آلودگی (عبارت از مونواکسید کربن، ازن، دی‌اکسید نیتروژن و دی‌اکسید سولفور) بر حسب واحد ppmv گزارش می‌شوند ولی ذرات معلق کمتر از ۱۰ میکرون (PM10) بر حسب μg/m3 (میکروگرم بر متر مکعب) گزارش می‌گردند.
معیاری که در ذیل آورده شده است، طبقه‌بندی مراقبت‌های بهداشتی مورد استفاده توسط دولت مالزی را نشان می‌دهد:
- ۰–۵۰  پاک
- ۵۱–۱۰۰ قابل قبول
- ۱۰۱–۲۰۰ ناسالم
- ۲۰۱–۳۰۰ خیلی ناسالم
- ۳۰۱- خطرناک

اگر عدد شاخص آلودگی هوا از مقدار ۵۰۰ فراتر برود، در ناحیه وضعیت اضطراری اعلام می‌شود. به طور معمول این بدان معنی است که خدمات غیرضروری دولتی به حال تعلیق درآمده و فعالیت تمام بنادر، در ناحیه ای که در حالت وضعیت اضطراری قرار دارند، تعطیل می‌گردد. همچنین این امکان وجود دارد که فعالیت‌های تجاری و صنعتی بخش خصوصی در آن ناحیه، به جز بخش مواد غذایی ممنوع گردد.

## ریزگرد ۲۰۰۵ مالزی
ریزگرد ۲۰۰۵ مالزی، یک ریزگردی شبیه دود بود که به مدت یک هفته بر فراز مالزی به صورت پایدار باقی ماند که به‌طور تقریبی تمام فعالیت‌ها در بخش مرکزی مالزی را تعطیل کرد و باعث مذاکرات جدی با اندونزی و ناراحتی شدید از این پیشامد شد. پیشامد ریزگرد در روز ۱۱ اوت ۲۰۰۵ به بدترین شرایط رسید. این یک بحران ریزگرد دوباره بود که آخرین بار در ماه سپتامبر ۲۰۱۷ باعث بروز مشکلات برای مالزی شده بود.

## ریزگرد ۲۰۱۵ جنوب‌شرق آسیا
ریزگرد ۲۰۱۵ جنوب‌شرق آسیا به خاطر سوزاندن غیرقانونی پشته‌ها در اندونزی ایجاد شد و باعث حضور ریزگرد در مالزی، سنگاپور و قسمت‌هایی از تایلند به مدتی بیش از یک ماه گردید که باعث تصمیم‌گیری برای تعطیلی مدارس و اختلال در سفرهای هوایی شد. طبق اظهارات یک دانشمند ناسا، این رخداد ریزگرد یکی از بدترین رویدادها در تاریخ از این نوع بود.پژوهشگران دانشگاه‌های هاروارد و کلمبیا در ایالات متحده آمریکا برآورد کردند که تعداد ۶٬۵۰۰ نفر از مردم مالزی به خاطر این رویداد، به مرگ زودرس دچار شدند. اما مدتی بعد این ادعا توسط مقامات بهداشت مالزی، سنگاپور و اندونزی رد شد.